# Fußball-Weltmeisterschaft der Frauen 2019/Schweden
Dieser Artikel behandelt die Schwedische Fußballnationalmannschaft der Frauen bei der Fußball-Weltmeisterschaft der Frauen 2019 in Frankreich. Schweden nahm zum achten Mal an der Endrunde teil und gehört damit zusammen mit Deutschland und Norwegen zu den drei europäischen Mannschaften, die sich immer qualifizieren konnten. Die Schwedinnen wurden Dritte und verbesserten sich dadurch in der FIFA-Weltrangliste um drei Plätze.

## Qualifikation
Gegner in der Qualifikation waren Vize-Europameister Dänemark, erstmals Kroatien, die Ukraine und Ungarn. Der Gruppensieger konnte sich direkt qualifizieren, der Gruppenzweite wäre für die Playoffspiele um einen weiteren WM-Startplatz qualifiziert, wenn er einer der vier besten Gruppenzweiten wäre.
Die Schwedinnen waren 2017 bei der Europameisterschaft bereits im Viertelfinale ausgeschieden. Danach hatte Rekordtorschützin Lotta Schelin, die kurz vor der EM eine Nackenverletzung erlitten hatte und bei der EM nur unter Schmerzmitteln spielen konnte, ihre Karriere beendet.
In die Qualifikation starteten sie mit einem 2:0-Sieg in Kroatien. Danach stand das Spiel gegen Vize-Europameister Dänemark an. Da die dänischen Spielerinnen wegen Meinungsverschiedenheiten mit dem Verband nicht antreten wollten, sagte der dänische Verband das Spiel ab und die UEFA wertete es anschließend 3:0 für Schweden. Nach zwei Siegen gegen Ungarn (5:0 und 4:1) und einem weiteren Sieg gegen Kroatien (4:0), verloren die Schwedinnen aber in der Ukraine mit 0:1. Das Rückspiel wurde dann zwar mit 3:0 gewonnen, da aber die Däninnen außer der Niederlage am Grünen Tisch nur beim Heimspiel gegen Kroatien einen Punkt abgaben, war das letzte Spiel der beiden Kontrahenten entscheidend für den Gruppensieg. Durch ein Tor von Sofia Jakobsson unmittelbar nach Beginn der zweiten Halbzeit gewannen die Schwedinnen mit 1:0 und qualifizierten sich als Gruppensieger für die WM. Dänemark erreichte als viertbester Gruppenzweiter zwar die Playoffs der vier besten Gruppenzweiten, schied dort aber im Halbfinale gegen Europameister Niederlande nach zwei Niederlagen aus.
Insgesamt wurden 24 Spielerinnen eingesetzt, von denen 15 schon im Kader für die EM 2017 standen. Von diesen machten sechs Spielerinnen alle sieben ausgetragenen Spiele mit. Ihren ersten A-Länderspieleinsatz hatten Anna Anvegård und Julia Karlenäs in der Qualifikation. Die meisten Tore für die schwedische Mannschaft erzielte Kosovare Asllani (4). Stina Blackstenius gelangen drei Toren. Insgesamt erzielten zehn schwedische Spielerinnen in der Qualifikation 19 Tore. Ihre ersten Länderspieltore erzielten Hanna Folkesson und Elin Rubensson in der Qualifikation.

### Spiele
| Pl. | Land     | Sp. | S | U | N | Tore    | Diff. | Punkte |
| --- | -------- | --- | - | - | - | ------- | ----- | ------ |
| 1.  | Schweden | 8   | 7 | 0 | 1 | 022:200 | +20   | 21     |
| 2.  | Dänemark | 8   | 5 | 1 | 2 | 022:800 | +14   | 16     |
| 3.  | Ukraine  | 8   | 4 | 1 | 3 | 009:100 | −1    | 13     |
| 4.  | Ungarn   | 8   | 1 | 1 | 6 | 008:260 | −18   | 04     |
| 5.  | Kroatien | 8   | 0 | 3 | 5 | 005:200 | −15   | 03     |

| 19.09.2017 | Varaždin    | Kroatien | – | Schweden | 0:2 (0:0) | Asllani, Hurtig                               |
| 20.10.2017 | Göteborg    | Schweden | – | Dänemark | 3:0       | Wertung am Grünen Tisch                       |
|            | Borås       | Schweden | – | Ungarn   | 5:0 (4:0) | Asllani (2), Fischer, Hurtig, Seger           |
| 05.04.2018 | Szombathely | Ungarn   | – | Schweden | 1:4 (0:2) | Blackstenius, Jakobsson, Larsson, Seger; Vágó |
| 07.06.2018 | Göteborg    | Schweden | – | Kroatien | 4:0 (1:0) | Blackstenius (2), Folkesson, Rubensson        |
|            | Lwiw        | Ukraine  | – | Schweden | 1:0 (1:0) | Apanaschenko                                  |
| 30.08.2018 | Göteborg    | Schweden | – | Ukraine  | 3:0 (2:0) | Asllani, Eriksson, Rubensson                  |
| 04.09.2018 | Viborg      | Dänemark | – | Schweden | 0:1 (0:0) | Jakobsson                                     |

## Vorbereitung
Zur Vorbereitung auf die WM spielten die Schwedinnen Anfang Oktober 2018 gegen Norwegen und gewannen in Helsingborg mit 2:1. Fünf Tage später verloren sie in Cremona gegen Italien mit 0:1. Im November gewannen sie in Rotherham gegen England mit 2:0. Im Januar verloren sie in Kapstadt in einem Spiel ohne Zuschauer über 3×30 Minuten mit 0:4 gegen WM-Neuling Südafrika und kamen in einem offiziellen Spiel zu einem torlosen Remis gegen den deutschen WM-Gegner. Ende Februar/Anfang März nahm Schweden wieder am Algarve-Cup teil. Nach einem 4:1-Sieg gegen die Schweiz wurde mit 1:2 gegen Portugal verloren, gegen das seit 1997 nicht mehr verloren wurde. Da Portugal gegen die Schweiz verlor, waren die drei Mannschaften punktgleich, aber Schweden hatte die beste Tordifferenz und wurde daher Gruppensieger. Allerdings waren die Schwedinnen der schlechteste Gruppensieger und trafen daher im Spiel um Platz 3 auf den drittbesten Gruppensieger Kanada. Da beiden in 90 Minuten kein Tor gelang, kam es zum Elfmeterschießen, das die Schwedinnen mit 5:6 verloren. Im April verloren die Schwedinnen in Solna gegen Deutschland mit 1:2 und gewannen anschließend in Maria Enzersdorf das erste Länderspiel gegen Österreich mit 2:0. Dabei kam Sofia Jakobsson zu ihrem 100. Länderspiel. Kurz vor der WM gewannen die Schwedinnen noch am 31. Mai in Göteborg gegen WM-Teilnehmer Südkorea mit 1:0, durch das erste Länderspieltor von Madelen Janogy, das sie 13 Minuten nach ihrer Einwechslung in der Nachspielzeit erzielte.

## Kader
Am 16. Mai wurde der Kader für die WM bekannt gegeben.
| Nr.                    | Spielerin          | Geburts- datum | Debüt | Verein                  | Länder- spiele | Länder- spieltore | Letzter Einsatz | WM-Spiele, -Tore        | WM 2019 | WM 2019 | WM 2019     | WM 2019         | WM 2019    | WM 2019 |
| Nr.                    | Spielerin          | Geburts- datum | Debüt | Verein                  | Länder- spiele | Länder- spieltore | Letzter Einsatz | WM-Spiele, -Tore        | Sp.     | Tor     | Gelbe Karte | Gelb-Rote Karte | Rote Karte |         |
| Tor                    | Tor                | Tor            | Tor   | Tor                     | Tor            | Tor               | Tor             | Tor                     | Tor     | Tor     | Tor         | Tor             | Tor        |         |
| ---------------------- | ------------------ | -------------- | ----- | ----------------------- | -------------- | ----------------- | --------------- | ----------------------- | ------- | ------- | ----------- | --------------- | ---------- | ------- |
| 12                     | Jennifer Falk      | 26.04.1993     |       | Kopparbergs/Göteborg FC | 000            | 0                 |                 |                         |         |         |             |                 |            |         |
| 01                     | Hedvig Lindahl     | 29.04.1983     | 2002  | Chelsea LFC             | 158            | 0                 | 31.05.2019      | 13 (2007, 2011, 2015)   | 7       |         | 1           |                 |            |         |
| 21                     | Zećira Mušović     | 26.05.1996     | 2018  | FC Rosengård            | 002            | 0                 | 09.10.2018      |                         |         |         |             |                 |            |         |
| Abwehr                 |                    |                |       |                         |                |                   |                 |                         |         |         |             |                 |            |         |
| 02                     | Jonna Andersson    | 02.01.1993     | 2015  | Chelsea LFC             | 041            | 0                 | 31.05.2019      |                         | 2       |         |             |                 |            |         |
| 15                     | Nathalie Björn     | 04.05.1997     | 2016  | FC Rosengård            | 009            | 02                | 31.05.2019      |                         | 4       |         |             |                 |            |         |
| 06                     | Magdalena Eriksson | 08.09.1993     | 2013  | FC Chelsea              | 049            | 05                | 31.05.2019      |                         | 6       |         | 1           |                 |            |         |
| 05                     | Nilla Fischer      | 02.08.1984     | 2001  | VfL Wolfsburg           | 176            | 23                | 31.05.2019      | 11,2 (2007, 2011, 2015) | 6       |         |             |                 |            |         |
| 04                     | Hanna Glas         | 16.04.1993     | 2017  | Paris Saint-Germain     | 022            | 0                 | 31.05.2019      |                         | 7       |         |             |                 |            |         |
| 13                     | Amanda Ilestedt    | 17.01.1993     | 2013  | 1. FFC Turbine Potsdam  | 026            | 02                | 31.05.2019      | 4 (2015)                | 3       |         |             |                 |            |         |
| 03                     | Linda Sembrant     | 15.05.1987     | 2008  | HSC Montpellier         | 110            | 08                | 31.05.2019      | 5,2 (2011, 2015)        | 7       | 1       |             |                 |            |         |
| Mittelfeld und Angriff |                    |                |       |                         |                |                   |                 |                         |         |         |             |                 |            |         |
| 19                     | Anna Anvegård      | 10.05.1997     | 2018  | Växjö DFF               | 009            | 01                | 31.05.2019      |                         | 3       |         |             |                 |            |         |
| 09                     | Kosovare Asllani   | 29.07.1989     | 2008  | Linköpings FC           | 126            | 32                | 31.05.2019      | 3 (0)                   | 7       | 3       | 1           |                 |            |         |
| 11                     | Stina Blackstenius | 05.02.1996     | 2015  | Linköpings FC           | 044            | 10                | 31.05.2019      |                         | 6       | 2       |             |                 |            |         |
| 08                     | Lina Hurtig        | 05.09.1995     | 2014  | Linköpings FC           | 018            | 03                | 31.05.2019      |                         | 7       | 1       |             |                 |            |         |
| 10                     | Sofia Jakobsson    | 23.04.1990     | 2011  | HSC Montpellier         | 101            | 17                | 31.05.2019      | 6,1 (2011, 2015)        | 6       | 2       |             |                 |            |         |
| 07                     | Madelen Janogy     | 12.11.1995     | 2019  | Piteå IF                | 004            | 01                | 31.05.2019      |                         | 3       | 1       |             |                 |            |         |
| 20                     | Mimmi Larsson      | 09.04.1994     | 2016  | Eskilstuna United       | 020            | 06                | 06.04.2019      |                         | 2       |         |             |                 |            |         |
| 14                     | Julia Roddar       | 16.02.1992     | 2017  | Kopparbergs/Göteborg FC | 006            | 0                 | 22.01.2019      |                         |         |         |             |                 |            |         |
| 18                     | Fridolina Rolfö    | 24.11.1993     | 2014  | Bayern München          | 035            | 08                | 31.05.2019      |                         | 6       | 1       | 2           |                 |            |         |
| 23                     | Elin Rubensson     | 11.05.1993     | 2012  | Kopparbergs/Göteborg FC | 063            | 02                | 31.05.2019      | 4 (2015)                | 5       | 1       |             |                 |            |         |
| 22                     | Olivia Schough     | 11.03.1991     | 2014  | Kopparbergs/Göteborg FC | 072            | 09                | 09.04.2019      | 1 (2015)                | 2       |         |             |                 |            |         |
| 17                     | Caroline Seger     | 19.03.1985     | 2005  | FC Rosengård            | 193            | 27                | 09.04.2019      | 10 (2007, 2011, 2015)   | 7       |         |             |                 |            |         |
| 16                     | Julia Zigiotti     | 24.12.1997     | 2018  | Kopparbergs/Göteborg FC | 007            | 0                 | 31.05.2019      |                         | 2       |         | 1           |                 |            |         |
| Trainerstab            |                    |                |       |                         |                |                   |                 |                         |         |         |             |                 |            |         |
| Förbundskapten         | Peter Gerhardsson  | 22.08.1959     | 2017  | SvFF                    |                |                   |                 |                         | 7       |         |             |                 |            |         |
| Anmerkungen: 1. 2. 3.  |                    |                |       |                         |                |                   |                 |                         |         |         |             |                 |            |         |

## Auslosung
Für die am 8. Dezember 2018 stattgefundene Auslosung der WM-Gruppen war Schweden aufgrund der Platzierung in der FIFA-Weltrangliste vom 7. Dezember 2018 Topf 2 zugeteilt. Die Mannschaft konnte somit in den Gruppenspielen auf Weltmeister USA, Deutschland oder Gastgeber Frankreich treffen. Letztlich wurde die Mannschaft der Gruppe F mit Titelverteidiger USA zugelost, wo sie zudem erstmals auf Chile und Thailand treffen werden.
Die USA sind nach Dänemark und Norwegen dritthäufigster Gegner der Schwedinnen. Allein bei WM-Turnieren trafen sie so oft wie keine zwei anderen Mannschaften aufeinander. Bisher gab es fünf WM-Spiele gegen die USA, alle in der Gruppenphase bei den Turnieren 1991, 2003, 2007, 2011 und 2015. Dabei konnten die Schwedinnen nur 2011 gewinnen, 2015 trennten sie sich torlos. Dreimal gewannen die US-Amerikanerinnen. Insgesamt konnten die Schwedinnen von 38 Spielen sechs normal und zwei im Elfmeterschießen gewinnen, davon eins im Viertelfinale der letzten Olympischen Spiele. Neun weitere endeten ohne Sieger und 21 Spiele gingen an die USA.

## Gruppenspiele
| Pl. | Land     | Sp. | S | U | N | Tore    | Diff. | Punkte |
| --- | -------- | --- | - | - | - | ------- | ----- | ------ |
| 1.  | USA      | 3   | 3 | 0 | 0 | 018:000 | +18   | 09     |
| 2.  | Schweden | 3   | 2 | 0 | 1 | 007:300 | +4    | 06     |
| 3.  | Chile    | 3   | 1 | 0 | 2 | 002:500 | −3    | 03     |
| 4.  | Thailand | 3   | 0 | 0 | 3 | 001:200 | −19   | 0      |

| Di., 11. Juni 2019 in Rennes   |   |          |           |
| Chile                          | – | Schweden | 0:2 (0:0) |
| So., 16. Juni 2019 in Nizza    |   |          |           |
| Schweden                       | – | Thailand | 5:1 (3:0) |
| Do., 20. Juni 2019 in Le Havre |   |          |           |
| Schweden                       | – | USA      | 0:2 (0:1) |

## K.-o.-Runde
Im Achtelfinale trafen die Schwedinnen zum 23. Mal auf Kanada und konnten zum 14. Mal gewinnen, allerdings nur mit 1:0. Im Viertelfinale kommt es zum 29. Spiel gegen Deutschland, gegen das es bisher nur sieben Siege gibt, den letzten beim Algarve-Cup 2015 mit 4:2 nach 0:2-Rückstand. Danach gab es vier Niederlagen und ein Remis. Bei WM-Turnieren ist die Bilanz ausgeglichen: Die Schwedinnen gewannen 1991 und 1995, die Deutschen 2003 und 2015 die wichtigeren Spiele. Die Schwedinnen gerieten zwar bereits in der 16. Minute in Rückstand, sechs Minuten später konnte aber Sofia Jakobsson ausgleichen und drei Minuten nach der Halbzeitpause Stina Blackstenius den Siegtreffer erzielen, wodurch die Schwedinnen nach 24 Jahren wieder ein Pflichtspiel gegen die deutsche Mannschaft gewannen. Durch den Halbfinaleinzug qualifizierten sie sich auch für die Olympischen Spiele 2020. Im Halbfinale treffen sie auf Europameister Niederlande, der erstmals überhaupt das Achtelfinale überstand und gegen den die Schwedinnen bei der EM im Viertelfinale ausgeschieden waren.
| Mo., 24. Juni 2019 um 21:00 (MESZ) in Paris   |   |          |           |
| Schweden                                      | – | Kanada   | 1:0 (0:0) |
| Sa., 29. Juni 2019 um 18:30 (MESZ) in Rennes  |   |          |           |
| Deutschland                                   | – | Schweden | 1:2 (1:1) |
| Mi., 3. Juli 2019 um 21:00 Uhr (MESZ) in Lyon |   |          |           |
| Niederlande                                   | – | Schweden | 1:0 n. V. |
| 6. Juli 2019 Nizza                            |   |          |           |
| England                                       | – | Schweden | 1:2 (1:2) |

## Auszeichnungen
- Kosovare Asllani – Spielerin des Spiels gegen Chile und Thailand
- Sofia Jakobsson – Spielerin des Spiels gegen Deutschland und England
- Hedvig Lindahl – Spielerin des Spiels gegen Kanada